# Alba Flores
Alba Flores, all'anagrafe Alba González Villa Flores (Madrid, 27 ottobre 1986), è un'attrice spagnola, nota al grande pubblico per aver interpretato il personaggio di Saray Vargas nella serie televisiva Vis a vis - Il prezzo del riscatto e Ágata Jiménez, alias Nairobi, nella serie televisiva La casa di carta.

## Biografia
Alba Flores è l'unica figlia del musicista e compositore Antonio Flores e Ana Villa, una produttrice teatrale; è anche nipote di Lola Flores, nipote delle cantanti Lolita Flores e Rosario Flores, cugina dell'attrice Elena Furiase. Nel corso della sua infanzia venne più volte discriminata e definita una "zingara" a causa delle sue origini gitane come da lei raccontato in una recente intervista. Alba ha studiato interpretazione drammatica dall'età di tredici anni con una formazione secondaria in pianoforte. Nella sua breve carriera sul palco si esibisce in diversi ruoli, il più importante di questi in Luna de miel en Hiroshima (Honeymoon in Hiroshima, 2005) e la versione gitana di Sogno di una notte di mezza estate.
Nel 2005 Alba fa il suo debutto cinematografico con El Calentito di Chus Gutiérrez, con Verónica Sánchez, Ruth Díaz, Macarena Gómez, Estíbaliz Gabilondo e Lluvia Rojo tra gli altri artisti. In televisione, partecipa per la prima volta a un episodio della serie El Comisario nel 2006. Nel 2008 ottiene un ruolo nella serie di Antena 3 El síndrome de Ulises e si esibisce nella produzione musicale di Enamorados anónimos.
A partire dal 2013 interpreta il ruolo della protagonista marocchina Jamila nella serie di Antena 3 Il tempo del coraggio e dell'amore, ambientata in Spagna e nei protettorati del nord del Marocco, in seguito alla guerra civile spagnola. Questa è stata seguita da un'apparizione nella serie di TVE Cuéntame cómo pasó.
Nel 2015 entra a far parte della serie TV carceraria Vis a vis - Il prezzo del riscatto, dove ha interpretato il ruolo di Saray Vargas, una ribelle gitana che deve affrontare una condanna per aggressione e rapina a mano armata. Nel 2017 entra a far parte della serie televisiva La casa di carta, interpretando il personaggio di Nairobi, un’abile ed esperta falsaria di banconote. Nel 2022 ha interpretato il ruolo di Caterina / Edurne nella serie Sagrada familia, personaggio misterioso e pieno di segreti che agisce sotto falsa identità.

## Filmografia

### Cinema
- El Calentito, regia di Chus Gutiérrez (2005)
- Los managers, regia di Fernando Guillén Cuervo (2006)
- La memoria dell'acqua (La memoria del agua), regia di Matìas Bize (2015)

### Televisione
- El Comisario – serie TV, 1 episodio (2006)
- El síndrome de Ulises – serie TV, 1 episodio (2008)
- Vincent Ferrer, regia di Agustín Crespi – film TV (2013)
- Il tempo del coraggio e dell'amore (El tiempo entre costuras) – serie TV, 7 episodi (2013)
- Cuéntame cómo pasó – serie TV, 1 episodio (2014)
- Vis a vis - Il prezzo del riscatto (Vis a vis) – serie TV, 40 episodi (2015-2019)
- La casa di carta (La casa de papel) – serie TV, 40 episodi (2017-2021)
- Vis a vis - L'Oasis (Vis a vis: El oasis) – serie TV, episodio 1x08 (2020)
- Maricón Perdido – serie TV (2021)
- Sagrada familia – serie TV, 16 episodi (2022)

## Teatro
- La rosa tatuata di Tennessee Williams (2016)
- Drac Pack di Najwa Nimri, Emilio Tomé e Carlos Dorrego (2016)
- Le troianes di Euripide, versione di Alberto Conejero (2017)
- La excepción y la regla (2019)

## Riconoscimenti
- Premios Ondas 2015 come Miglior interprete femminile in una serie televisiva per Vis a vis - Il prezzo del riscatto

## Doppiatrici italiane
Nelle versioni in italiano delle opere in cui ha recitato, Alba Flores è stata doppiata da:
- Perla Liberatori in Vis a vis - Il prezzo del riscatto (primo doppiaggio), La casa di carta, Sagrada familia, Romanzo maledetto
- Elisa Giorgio in Vis a vis - Il prezzo del riscatto, Vis a vis - L'Oasis